# Ike Anigbogu
Christopher Ike Anigbogu (ur. 22 października 1998 w San Diego) – amerykański koszykarz, występujący na pozycji środkowego.
W 2015 zdobył złoty medal podczas turnieju Nike Global Challenge.
7 lutego 2019 został zwolniony przez Indianę Pacers.
2 grudnia 2020 dołączył do New Orleans Pelicans. 19 grudnia opuścił klub.

## Osiągnięcia
Stan na 20 grudnia 2020, na podstawie, o ile nie zaznaczono inaczej.
NCAA
- Uczestnik rozgrywek Sweet 16 turnieju NCAA (2017)